# 9098 Toshihiko
9098 Toshihiko (1996 BQ3) là một tiểu hành tinh vành đai chính được phát hiện ngày 27 tháng 1 năm 1996 bởi T. Kobayashi ở Oizumi.